# Droit des sûretés
Ne doit pas être confondu avec la notion politique de Sûreté.
Le droit  des sûretés est la partie du droit civil qui organise l'ensemble des garanties de paiement des créances à terme. 

## Droit français
En droit français, les différents types de sûretés sont les sûretés personnelles (cautionnement, garantie autonome, lettre d'intention), les sûretés réelles (droit de rétention, gage, nantissement) et les sûretés réelles immobilières (hypothèque, privilèges, gage immobilier). 

## Droit québécois
En droit québécois, le droit des sûretés est principalement contenu dans le livre sixième du Code civil du Québec, intitulé « Des priorités et des hypothèques », aux articles 2644 à 2802 C.c.Q. . Les trois principales sûretés en droit civil sont la priorité (art. 2650 C.c.Q.), l'hypothèque (art. 2660 C.c.Q.) et le cautionnement (art. 2333 c.c.Q.). L'hypothèque se décline elle-même en plusieurs catégories : elle est mobilière ou immobilière, avec ou sans dépossession (art. 2665 C.c.Q.) ; en outre, l'hypothèque peut être légale ou conventionnelle (art. 2664 (2) C.c.Q.).
En dehors du Code civil du Québec, il existe des sûretés fédérales, des sûretés sur les valeurs mobilières et des sûretés bancaires notamment.